# 布鲁肯撒尔博物馆

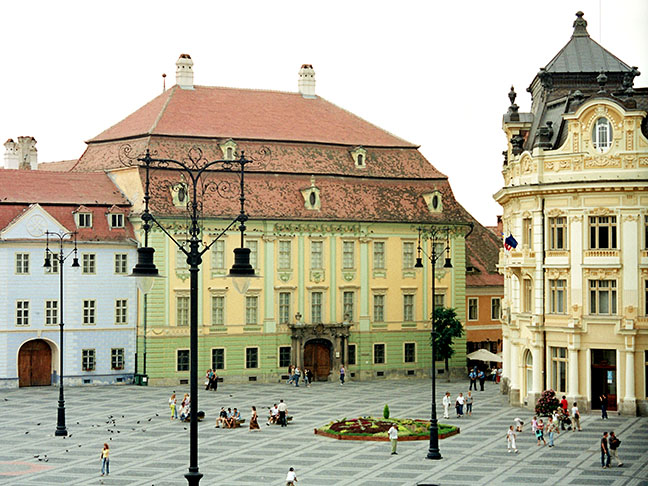
布鲁肯撒尔博物馆

布鲁肯撒尔博物馆（羅馬尼亞語：Muzeul Naţional Brukenthal）位于罗马尼亚锡比乌， 1790左右，由哈布斯堡王朝的特兰西瓦尼亚总督塞缪尔·冯·布鲁肯撒尔在其府邸内设立。1817年藏品正式向公众开放，为今日罗马尼亚境内最古老的博物馆。
布鲁肯撒尔博物馆位于布鲁肯撒尔宫等历史建筑内，包括6个部分：
布鲁肯撒尔图书馆。目前包括近30万册（手稿，外国善本，旧罗马尼亚语言的书籍，当代书籍和专门杂志）。
艺术画廊，包括约1200幅15世纪到18世纪欧洲各主要流派的绘画作品，包括佛兰芒和荷兰，德国和奥地利， 意大利，西班牙和法国流派。该画廊还包括雕刻、书籍、钱币和矿产。
历史博物馆位于一座哥特式建筑内，最初只关注锡比乌及其周围的历史，目前的关注范围已扩展到整个特兰西瓦尼亚南部地区。
药学博物馆位于一座1569年的历史建筑内，那是现今罗马尼亚境内历史最悠久的一个药房。
自然史博物馆的藏品超过100万件，包括矿物学-岩石学、古生物学、植物学、昆虫学、动物学（脊椎动物、两栖类、爬行类、鱼类学、鸟类）。
武器和狩猎工具博物馆反映了武器和狩猎工具的演变。